# Grain Growers' Guide
Le Grain Growers' Guide était un hebdomadaire publié dans l'Ouest du Canada de 1908 à 1936 par la coopérative agricole Grain Growers' Grain Company. Le journal reflète le point de vue des associations de producteurs de grain. En son temps, il avait le plus grand tirage de tous les journaux dans la région.

## Fondation
Le militant agrarien Edward Alexander Partridge a estimé que la presse avait donné un traitement injuste de la lutte des paysans céréaliers en 1906-07 pour obtenir la création de la première coopérative de la région, la Grain Growers' Grain Company, dont Partrige était le fondateur.
Le premier numéro du Grain Growers Guide est paru en juin 1908. Le journal est alors l'organe officiel du Manitoba Grain Growers' Association (MGGA). Il a ensuite été publié par la Grain Growers' Grain Company, par le biais de sa filiale, la Presse Publique Limitée.

## Histoire

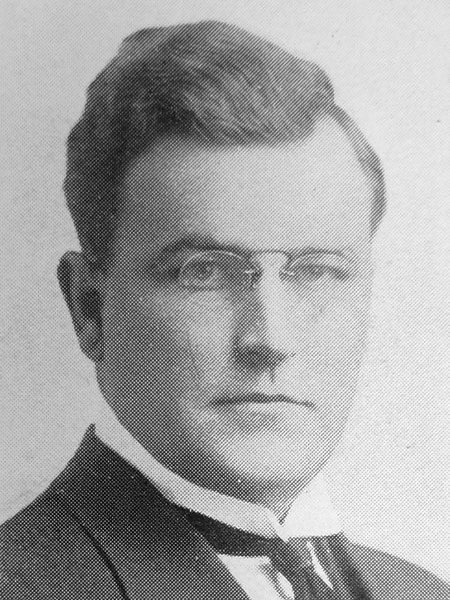
George Fisher Chipman (1882-1935), éditeur pour la plupart du Guides de l'histoire

Edward Alexander Partridge a d'abord pensé que le Le Grain Growers' Guide devrait être un journal militant, mais n'a pas reçu beaucoup de soutien pour ce point de vue des autres cofondateurs. Roderick McKenzie a été rédacteur en chef jusqu'en 1911.
En 1909, le journal est devenu hebdomadaire, et George Fisher Chipman a été nommé rédacteur en chef adjoint. Chipman a édité le Guide de 1911 jusqu'en 1928, ainsi que son successeur Le Pays Guide jusqu'en 1935.
En 1917, la GGGC a fusionné pour former l'United Grain Growers (UGG), qui a fourni la commercialisation des céréales, la manutention et l'approvisionnement des céréaliers jusqu'en 2001.
En 1918, le journal est devenu la plus importante publication de la région des prairies canadiennes, par la circulation. Il est devenu le Pays Guide le 2 avril 1928 puis en 1936 a été fusionné avec Le nor'west farmer pour former Le pays guide et Ni-ouest de l'agriculteur.

## Contenu
Le Guide a été étroitement contrôlé par la société mère et les associations de producteurs de grain, CE qui a assuré qu'il soit indépendant des partis politiques.
Le Guide des sujets d'intérêt pour l'ouest du Canada, les agriculteurs des prairies, y compris la politique, les associations de coopératives, de l'élevage et des nouvelles techniques agricoles.
Le journal est devenu une source essentielle d'informations sur le monde extérieur pour les agriculteurs des prairies. Les lecteurs ont été encouragés à donner leurs points de vue, et le courrier des lecteurs est devenu une partie importante du journal.
Le Guide a préconisé la réforme de l'éducation en milieu rural et soutenu le mouvement de la tempérance, le mouvement coopératif et l'Évangile Social. Il est devenu un partisan du Parti progressiste du Canada. Comme le mouvement Progressiste a décliné dans les années 1920, le Guide consacré moins d'espace aux questions de réformes et s'est plus axé sur les questions pratiques de la vie rurale et de divertissement pour les familles rurales.
Les fondateurs et éditeurs étaient en faveur du vote des femmes, mais ils ont accepté le point de vue traditionnel de la séparation des hommes et des femmes selon les domaines d'activité. Le Guide a publié une page pour les femmes à partir de sa première année, et a discuté de leur droit de vote, de l'égalité des droits, de la loi sur la dot et du homesteading. Cette page à destination des femmes inclut plus tard un courrier des lectrices, des conseils sur la gestion d'un ménage, et des opinions sur le mariage, la maternité, le travail et les finances des femmes. Le journal couvrit également les activités dans les départements des femmes des associations de producteurs de grains. Plus tard, le guide a commencé à publier un "numéro ménage" qui était consacré principalement aux sujets domestiques, mais le journal principal continua à publier sa page destinée aux femmes.
Parmi les éditeurs de la page sur les femmes, de 1908 à 1928, Isobel Graham, Mary Ford, Francis Marion Beynon, Marie P. McCallum, et Amy J. Roe. D'autres femmes bien connues ont écrit des lettres ou donné des commentaires, y compris Ella Cora Hind, Nellie McClung et Irene Parlby.